# سيرجي جلازكوف
سيرجي جلازكوف هو مدرب كرة قدم ولاعب كرة قدم روسي في مركز الوسط، ولد في 9 أغسطس 1967. لعب مع دينامو ستافروبول.